# Писаревский, Николай Петрович
Николай Петрович Писаревский (род. 13 июня 1949, Воронеж, СССР) — советский и российский историк, педагог, доцент, доктор исторических наук, поэт. Преподаватель истории Древнего мира в Воронежском государственном университете.

## Биография
Николай Петрович Писаревский родился в Воронеже 13 июня 1949 года. Отец — Петр Александрович Писаревский. У отца будущего учёного была непростая судьба. В военные годы он находился в Бухенвальде, а в послевоенное время состоял на учёте областного Министерства государственной безопасности.
Интерес к истории возник у Писаревского ещё в детстве. Поэтому неудивительно то, что он стал студентом исторического факультета ВГУ. Под началом антиковеда и поэта Александра Немировского будущий учёный занимался изучением древнего флота. Есть история, объясняющая научные интересы учёного: однажды, студенты, в том числе Николай, проходили археологическую практику на Херсонесском городище. Практиканты собирались сфотографироваться возле Каламиты. Роль же фотографа была поручена Писаревскому. Однако, в один момент крышка от объектива его фотоаппарата упала в рядом находившуюся яму. В ней Писаревский обнаружил прорезанные в камне изображения четырёх кораблей, напоминавших по контурам каравеллы.
Будучи студентом, Писаревский проходил военные сборы. Принимал участие в учениях, связанных с использованием артиллерии.
В 1973 году Николай завершил обучение на историческом факультете. В 1973—1974 годы он был директором восьмилетней школы и учителем истории в с. Эманино Благовещенского района Башкирской ССР. В 1974 г. Писаревский стал преподавателем исторического факультета ВГУ. В 1975—1986 гг. он был руководителем на археологических практиках студентов. С 1978 по 1988 гг. Писаревский руководил художественной самодеятельностью факультета.
В 1989 году Николай Писаревский защитил кандидатскую, а в 2001 году — докторскую диссертацию.
Научные интересы учёного затрагивают не только античное мореплавание, но и вопросы о происхождении древних эллинов и ведийских ариев, историографии археологии и античности и др. Помимо этого, Николай Писаревский, как и его научный руководитель Немировский, стал поэтом. Из-под пера Писаревского вышел ряд не только научных работ, но и стихотворений, в том числе сборники «Родная улица» (2015) и «С Верой и Любовью» (2019).
Коллега Александра Медведева.

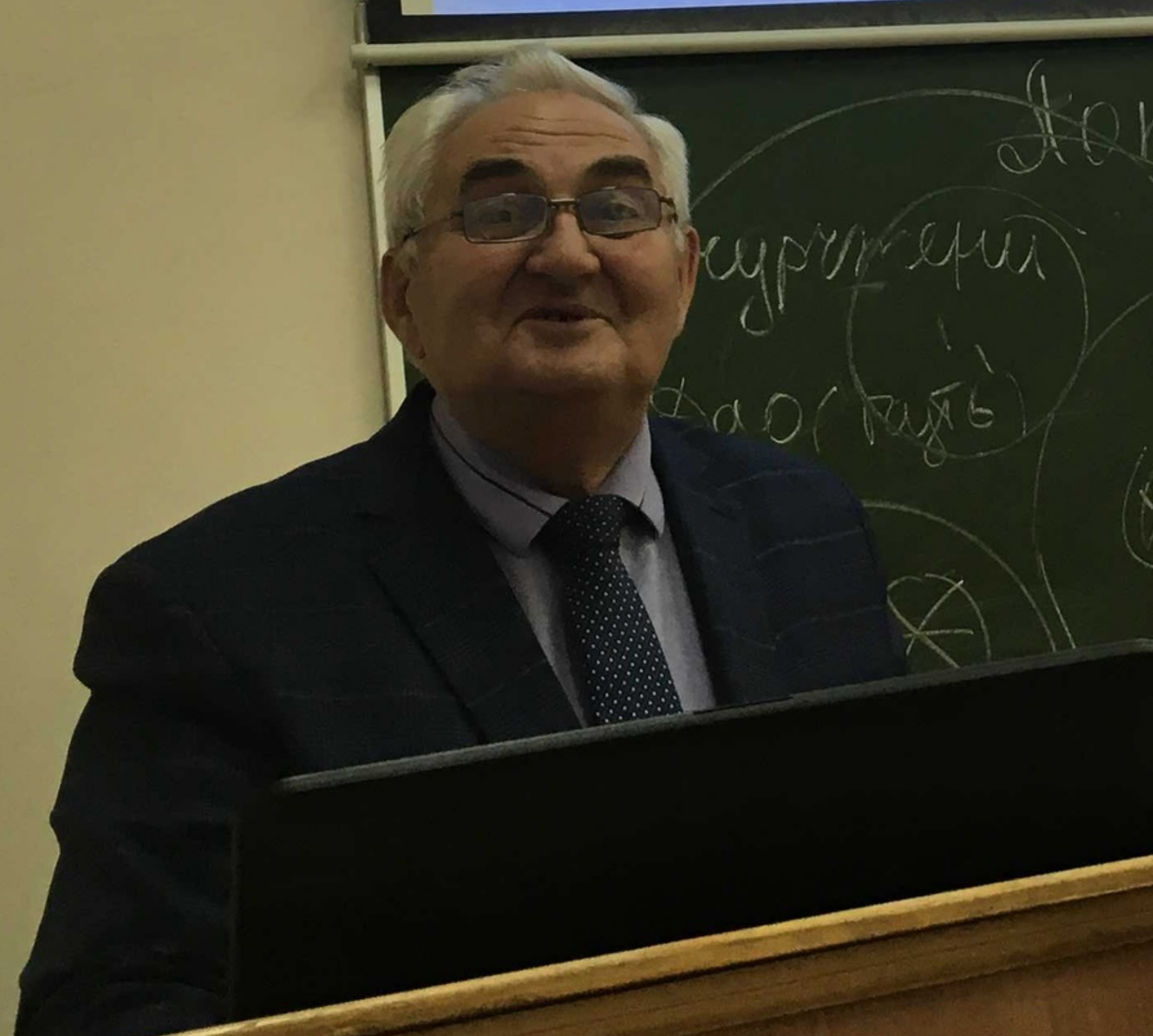
Николай Писаревский на паре у первокурсников (2019)
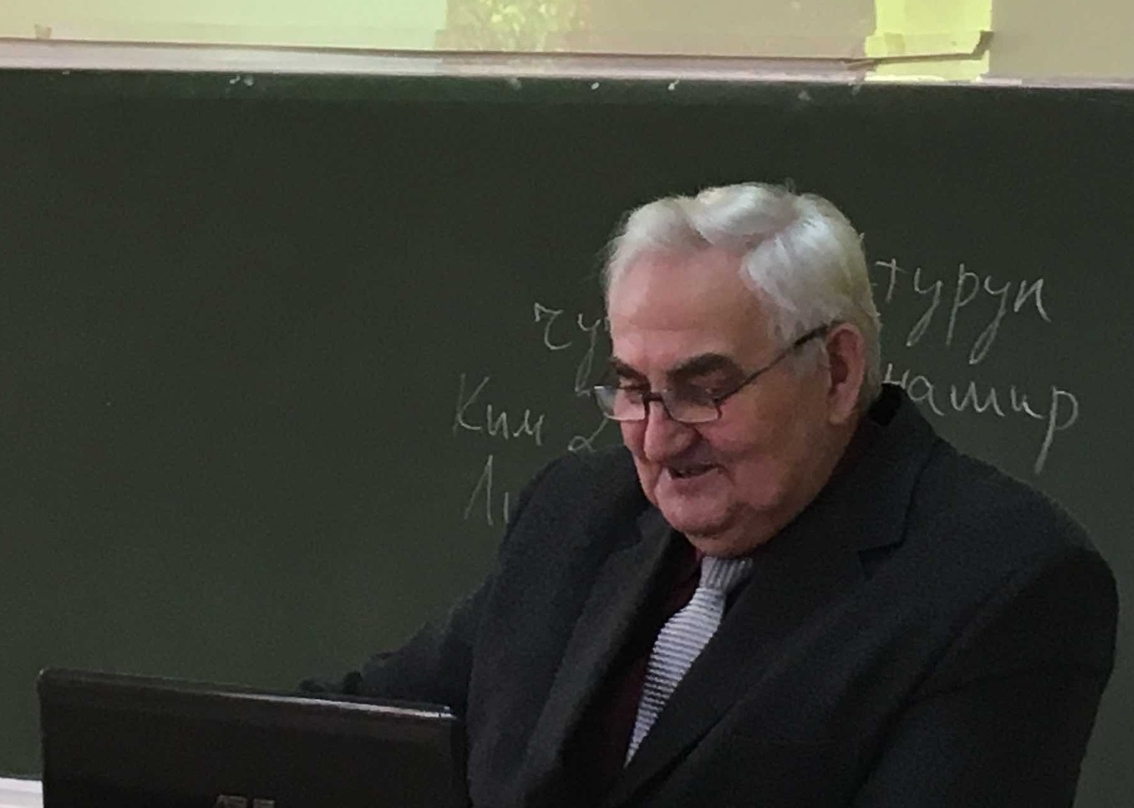
Николай Писаревский (2019)
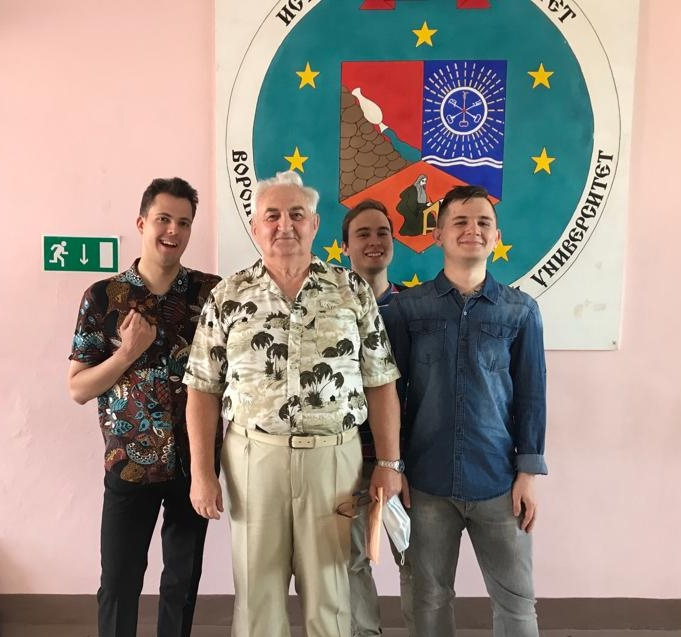
Николай Писаревский со студентами третьего курса (2022)

## Научные труды
Н. П. Писаревский — автор более 220 научных работ, в том числе двенадцати монографий.
- Писаревский, Николай Петрович. История до европейской эры: Становление цивилизации, государства и права на Древнем Востоке .— Воронеж, 2000 .— 196 с. — Тираж не указан. 12,3 п.л. — ISBN 5-88149-075-2.
- Писаревский Н. П. Морской флот античных государств Северного Причерноморья /Н. П. Писаревский. — Воронеж, 2001 .
- Писаревский, Николай Петрович. Морское сражение 494 г. до н. э. у о. Лады: тактика Дионисия /Н. П. Писаревский // Исторические записки : научные труды исторического факультета Воронежского государственного университета. — Воронеж: Воронежский государственный университет, 2003. — Вып. 9. — С. 114—123. — 0,6 п.л.
- Писаревский, Николай Петрович. Судостроение, мореплавание и пиратство в водах Сицилии в I в. до н. э.: (по данным речей Цицерона против Верреса) /Н. П. Писаревский // Проблемы всеобщей и отечественной истории. — Воронеж, 2006. — С. 115—132. — 1,0 п.л.
- Писаревский, Николай Петрович. Морской флот и мореплавание в Эгеиде эпохи поздней бронзы /Н. П. Писаревский // Исторические записки: научные труды исторического факультета Воронежского государственного университета. — Воронеж, 2012. — № 15. — С. 80-97. — 1,1 п.л.
- Писаревский Н. П. Античный флот, корабли и мореплавание на Понте Эвксинском в VI в. до н. э.-III в. н. э. /Н. П. Писаревский. — Воронеж: Алетейя, 2019 .— 566 с. — Тираж 200. 35,4 п.л. — ISBN 978-5-907115-92-7.